# Steintor Sigurdsson
Steintor Sigurdsson, född 1933 i Stykkisholmur, Island, är en isländsk målare och tecknare.
Sigurdsson studerade som stipendiat vid Konstfackskolan i Stockholm och genomgick avdelningen för dekorativ målning 1953–1955 och Högre konstindustriella skolan 1955–1957. Tillsammans med gruppen Nio unga målare ställde han ut på Gävle museum 1955 och tillsammans med Birgitta Lundberg och Gunnar Söderström på Galeri S:t Nikolaus i Stockholm 1956. Hans konst består av svenska och isländska landskapsskildringar samt stadsmotiv. Som illustratör var han med och utformade diktboken Diciotto liriche/Arton dikter av Percival 2008.